# Aristida congesta
Aristida congesta är en gräsart som beskrevs av Johann Jakob Roemer och Schult.. Aristida congesta ingår i släktet Aristida och familjen gräs. Inga underarter finns listade i Catalogue of Life.